# Poslednij zaboj
Poslednij zaboj (russisk: Последний забой) er en russisk spillefilm fra 2006 af Sergej Bobrov.

## Medvirkende
- Sergej Garmasj som Sergej Nikolajevitj
- Nina Usatova som Galja
- Pjotr Zajtjenko som Anatolij Ivanovitj
- Tatjana Sjkrabak
- Artur Smoljaninov som Andrjukha